# Excálibur
Excálibur es el nombre más aceptado de la legendaria espada del rey Arturo forjada por el mago Merlín, a la que se le han atribuido diferentes propiedades extraordinarias a lo largo de las numerosas versiones del mito y las historias subsiguientes.

## Origen y etimología

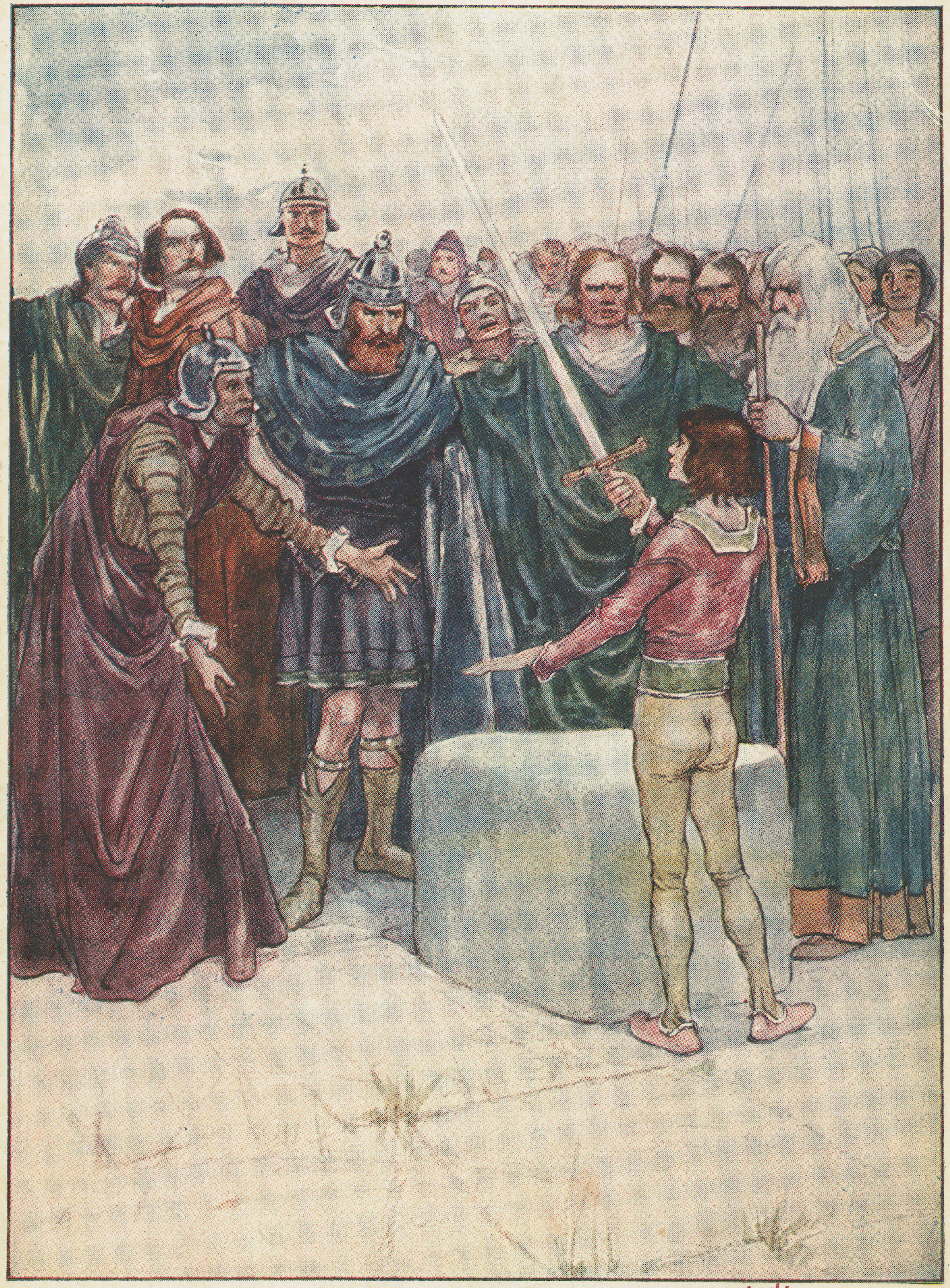
Historia de una isla: historia infantil de Inglaterra (1906), de Henrietta Elizabeth Marshall (1867-1941)

Según Franklin R. Warren (2000, p. 19), la fuente más antigua que habla de la espada empuñada por el primer Rey de los britanos es el libro Historia de los reyes de Britania, de Godofredo de Monmouth, escrito hacia 1130, aunque allí no se menciona que se liberase de la piedra. Algunos años antes, sin embargo, los monjes de abadía de Cluny habían divulgado la leyenda del caballero San Galgano (probablemente Gawain o Galván), que contiene elementos que coinciden, tales como la espada insertada en la piedra, que aparece por vez primera en la materia artúrica en el Merlín de Robert de Boron. Sin embargo, el origen es más antiguo: el romano Servio, en su famoso comentario a la Eneida, de Virgilio, recuerda que Hércules, con ganas de probarse a sí mismo, clavó una barra de hierro en el suelo y ninguno logró sacarla sino él mismo; del agujero brotó una gran masa de agua que luego formó el hoy conocido como lago de Vico, en los montes Ciminos de Viterbo.  Autores como Christopher Hibbert (2004, p. 24) o Warren (2000), entre otros, no dudan en atribuirle la paternidad de la invención del nombre de la espada a Geoffrey. Ambos autores indican la importancia de dichas armas en la Baja Edad Media, donde cada gran héroe portaba la suya, como es el caso de Roldán con Durandarte, que ni él mismo pudo romper, o la Tizona del Cid Campeador. 
Existen varias teorías respecto al origen de su nombre. Una de la más aceptadas es que proviene del latín Ex Calce Liberatus, lo que podría traducirse como "Liberada de la piedra". Aun así, en muchos escritos ha sido llamada de diferentes formas y es posible que su nombre actual derive de Caliburn, que probablemente deriva de la palabra latina Chalybs ("acero"), o deCaledfwlch, como es llamada en la antigua narración galesa «Culhwch and Olwen», que deriva del gaélico antiguo caladbolg ("espada centelleante"). Se acepta que el nombre se lo dio el poeta anglo-normando Wace.

## La obtención de Excálibur

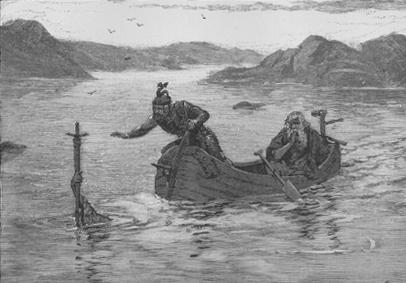
El Rey Arturo y Merlín recogiendo a Excálibur ofrecida por la Dama del Lago.

Existen diversas historias de cómo Arturo se hace poseedor de la mítica espada. 
Al morir el rey Uther Pendragon, Merlín forjó en la isla de Ávalon (la isla de las hadas) una espada (Excálibur) y la clavó en una piedra que estaba al lado de una capilla de Londres. Esta versión es la recogida, por ejemplo, en el Merlín del francés Robert de Boron.
En El ciclo de la Vulgata, se cuenta que Arturo había roto su espada (la de la piedra) durante un combate contra Sir Pellinore. Merlín lo llevó a un lago del cual surgió una bella joven, la Dama del Lago. Esta Dama del Lago era una bruja poderosa que podía caminar sobre las aguas y tenía un castillo en el fondo de aquel lago. La Dama tenía en su poder a Excálibur, una espada mágica (la espada y el lago son dos elementos que coinciden con el mito que recoge Servio). Merlín le pidió dicha espada para su pupilo y ella se la entregó. La espada estaba guardada en una vaina que hizo que el rey no perdiese sangre cuando la llevaba a las batallas. Merlín le advirtió a Arturo que tuviese cuidado, porque un día llegaría una mujer digna de su confianza y le arrebataría la vaina de Excálibur para siempre. Esta segunda versión es la retomada por Sir Thomas Malory.
En la leyenda galesa, Excálibur recibe el nombre de “Caledfwlch”, así aparece el romance del guerrero de Arturo, donde Llenllaawg, un caballero irlandés, roba un caldero mágico y mata a un rey llamado Diwrnach.

## La desaparición de Excálibur

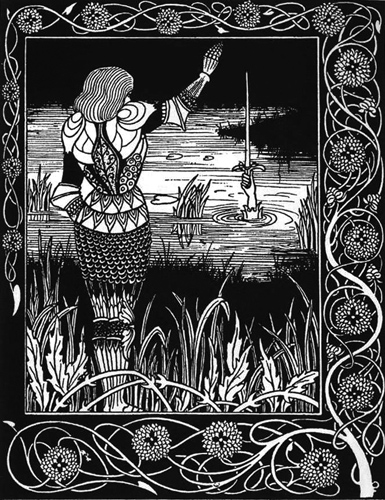
Bedivere lanzando la mítica espada al agua. Ilustración de 1894.

La historia más aceptada es aquella en que Arturo, moribundo, ordena a uno de sus caballeros que arroje su espada al estanque en el que habita Nimue, la Dama del Lago. Este caballero, que primero desobedece y luego acepta la orden de muy mala gana, es llamado Griflet, Bedivere, Lanzarote o Perceval, de acuerdo al relato.
Cuando el caballero lanza la espada al estanque, una mano vestida de seda blanca (Nimue) surge de la superficie del agua, toma la espada y luego desaparece en las profundidades. 
Este relato sobre el retorno de Excálibur al lago podría estar basado en las costumbres de algunos pueblos celtas de lanzar a los lagos algunas pertenencias de los grandes guerreros que acababan de morir como ofrenda a sus dioses.
Se dice también que la espada descansa junto con el rey en Avalón aguardando el día de su regreso.

## La espada de San Galgano
En la Abadía de San Galgano, cerca de la ciudad de Siena, Italia, se halla una espada incrustada en el suelo, que nunca se ha logrado sacar. La espada, que sobrevivió con el paso del tiempo, está protegida por un cristal para que nadie la estropee. Aunque el arma se encuentra en medio de las ruinas de la abadía, la espada, de la que solo sobresale el mango, está próxima a la tumba de San Galgano.

## En videojuegos
- Saga The Legend of Zelda (conocida como Espada de la Diosa en Skyward Sword y después como Espada Maestra tras fundirse con las 3 llamas sagradas en el mismo juego)
- Saga Final Fantasy
- Saga Soulcalibur
- Reigns
- Saga Fire Emblem
- Borderlands
- King Quest
- Castlevania
- Sonic and the Black Knight
- Warframe, como personaje jugable.
- Assassin's Creed: Valhalla
- Tomb Raider: Legend
- Saga Fate
- Terraria
- Golden Sun II: La Edad Perdida
- Smite
- Tales of Phantasia
- Dying Light (como EXPcalibur)
- Sunset Overdrive
- Tibia (como Excalibug)
- Hades (Excalibur se presenta como un aspecto oculto que toma la espada Estigiana)
- The Quest for Excalibur: Puy du Fou (la trama principal del juego gira en torno a la leyenda del Rey Arthuro y su espada)
- Ace Combat Zero: The Belkan War (el nombre de una súper-arma proviene de la mítica espada).

## Cine, TV y cómics
- 1963 La espada en la piedra, de Walt Disney Pictures.
- 1977 Monty Pyhton and the Holy Grail, Los Pythons.
- 1980 Excalibur es el Objeto de poder del Guerrero Kundalini llamado Zaboot en el Cómic Karmatrón y los Transformables de Óscar González Loyo.
- 1980 Excalibur es el arma principal del reencarnado Rey Arturo en la serie limitada Camelot 3000 publicado por DC Comics.
- 1981 Excálibur dirigida por John Boorman.
- 1985 Thundercats, cuando Mumm Ra toma la forma del Rey Arturo y engaña a la dama del lago para obtener la Excalibur y vencer a la espada del augurio.
- 1988 Saint Seiya la Espada fue entregada a Shura de Capricornio por la diosa Athena como recompensa por ser su caballero más leal y este la usaba para atacar a sus oponentes.
- 1993 Los Simpsons, en el episodio 4 de la temporada 5.
- 1995 Lancelot, el primer caballero con Richard Gere como Lancelot y Sean Connery como el Rey Arturo.
- 1998 Merlín dirigida por Steve Barron.
- 1998 La espada mágica: En busca de Camelot.
- 1999 Digimon Adventure Espada de Magnaangemon
- 2004 King Arthur.
- 2006 Fate/stay night Espada del servant Saber.
- 2007 La última legión.
- 2008 Merlín, serie de la BBC.
- 2008 Soul Eater Personaje Secundario.
- 2010 Avalon High de Disney Channel. Una espada es sacada en un teatro de la escuela por Allie Pennington (Britt Robertson) siendo la reencarnación del Rey Arturo.
- 2011 Fate/Zero Espada del servant Saber.
- 2012 High School DxD arma legendaria
- 2013 Sword Art Online Espada de Oberón en el arco Fairy Dance y posteriormente de Kirito en el arco Calibur.
- 2014 The Librarians
- 2014 Fate/stay night: Unlimited Blade Works  Espada del servant Saber.
- 2015 Nanatsu no Taizai Espada del rey Arthur Pendragon
- 2015 Minions Bob, el minion más pequeño, logra sacar la legendaria espada, convirtiéndose en Rey de Inglaterra.
- 2015 Once Upon a time: Quinta temporada Espada del rey Arturo incompleta
- 2017 Fate/stay night: Heaven's Feel Arma del servant Saber.
- 2017 Transformers: el último caballero Espada del rey Arturo, que tiene un artefacto de origen cybertroniano capaz de dirigir a los Caballeros de Cybertron. En el tiempo actual, un talismán se convierte en esta espada al ser usada por Cade Yeager (Mark Wahlberg).
- 2017 King Arthur: Legend of the Sword.
- 2019 Hellboy.
- 2019 Nacido para ser Rey
- Aparece como el arma del personaje Saber (Artoria Pendragon), tanto en la novela visual de 2004 Fate/stay night como en la novela ligera de 2006 Fate/Zero, así como en el videojuego para dispositivos móviles Fate/Grand Order. Cabe destacar que la espada aparece prácticamente en cualquier entrega de Fate en donde aparezca el personaje de Artoria, por lo que se puede encontrar en gran parte de la franquicia.
- 2020 Maldita, serie en la cual se muestra a Nimue porta la espada antes del Rey Arturo.
- 2020 Wizards: Tales of Arcadia de Guillermo del Toro.

El rey Arturo destroza la espada excalibur al asesinar con esta a su hermana Morgana. Merlin, Douxie, Archie, Clara y Steve visitan a la dama del lago para que está la repare.
- 2021 Eternals. La espada Excalibur acabó en manos de la Eterna Makkari.
- 2022 Puss in Boots: The Last Wish. La espada formaba parte de la colección de artículos mágicos de "Big" Jack Horner.